# 阿利曼鄉
44°15′00″N 27°40′00″E / 44.25000°N 27.66667°E
阿利曼鄉（羅馬尼亞語：Comuna Aliman, Constanța），是羅馬尼亞的鄉份，位於該國西南部，由康斯坦察縣負責管轄，面積126平方公里，海拔高度107米，2007年人口2,961，人口密度每平方公里23人。